# 綾瀬ナナ
綾瀬 ナナ（あやせ なな、1978年1月24日 - ）は、ニュー道後ミュージックに所属していたストリッパー。

## 来歴
熊本UFPにて1997年7月11日にデビュー。